# Bezirk Montijo
Montijo ist ein Bezirk (distrito) der Provinz Veraguas in Panama. Die Einwohnerzahl betrug laut Volkszählung 2023 6784.
Montijo ist in einen kontinentalen Teil und einen Inselteil unterteilt. Die Inselzone umfasst mehrere Inseln im Golf von Montijo.

## Gliederung
Der Bezirk Montijo ist administrativ in folgende Corregimientos unterteilt:
- Montijo
- Isla Gobernadora
- La Garceana
- Leones
- Pilón
- Cébaco
- Costa Hermosa
- Unión del Norte